# Sarah Jones (Hockeyspielerin)
Sarah Louise Jones (* 25. Juni 1990 in Cardiff, Wales) ist eine walisisch-britische Hockeyspielerin.

## Leben
Auf Vereinsebene war Jones für die Mannschaften des Cardiff Athletic Hockey Club, Holcombe Hockey Clubs, Reading Hockey Clubs, Howardian Ladies Hockey Clubs sowie des Loughborough Students HC aktiv. Seit Sommer 2021 spielt sie für den traditionsreichen Wimbledon HC.
Jones vertrat Wales bei den Commonwealth Games 2014 und den Commonwealth Games 2018 und absolvierte seit 2011 etwa 100 Länderspiele. Während der Champions Trophy 2018 debütierte sie für die britische Nationalmannschaft, auch hier wirkte sie bis 2024 in über 100 Länderspielen mit. Im Vorfeld der Olympischen Spiele 2020 wurde sie in den Olympiakader von GB Hockey berufen.
Jones gewann bei den Olympischen Sommerspielen 2020 die Bronzemedaille mit der britischen Hockey-Nationalmannschaft. Bei den Olympischen Spielen 2024 in Paris war Jones wieder Torhüterin der britischen Mannschaft. Die Britinnen schieden im Viertelfinale gegen die Niederländerinnen aus.
Jones ist seit etwa 2012 mit Nationalmannschaftskollegin Leah Wilkinson verlobt.